# 甲基戊烯二酰辅酶A水合酶
甲基戊烯二酰辅酶A水合酶（英語：Methylglutaconyl-CoA hydratase）是一种将水加成到3-甲基戊烯二酸的双键上的酶，使其转化为羟甲基戊二酸单酰辅酶A。

3-甲基戊烯二酸